# Gruabn
Die Gruabn [gʁˈuaɱ] (Grube), auch Sturmplatz, ist ein denkmalgeschütztes Fußballstadion im Stadtbezirk Jakomini der österreichischen Stadt Graz. Legendär wurde das Stadion als langjährige Heimspielstätte des Fußballvereins SK Sturm Graz zwischen 1919 und 1997. Der Eingang liegt an der Karl-Maria-von-Weber-Gasse, einem Hintereingang an der Kastellfeldgasse. Die Gruabn bietet 5000 Zuschauerplätze, wovon 3530 im Spielbetrieb genutzt werden.

## Geschichte
1919 übernahm Dr. Karl Assmann die Führung von Sturm Graz und pachtete die Klosterwiese in Graz. Einige Zeit später wurde am Grund der Klosterwiese die Gruabn mit einem 14:0-Sieg Sturms gegen den SAK 1914 eröffnet. 1920 wurde die erste Renovierung vorgenommen und die Zuschauertribüne errichtet. Im März 1934 kam dann die überdachte Sitzplatztribüne. 15 Jahre später wurde das Klubhaus erbaut, das als „Knusperhäuschen“ bekannt wurde. Nachdem eine jahrelange Renovierung stattgefunden hatte, wurde die Gruabn im Oktober 1982 dank des damaligen Sturm-Präsidenten Franz Gady und Heinz Hochstrasser erneut eröffnet. Erstes Spiel in der renovierten Anlage war das Spiel Sturm Graz gegen Eisenstadt (4:0).
Nach und nach kamen weitere Ergänzungen, wie die kleine elektronische Matchuhr, ein V.I.P.-Klub und ein neuer Spielerabgang dazu. Der Trainingsplatz wurde zu einem Parkplatz umfunktioniert. 1995 wurde eine Flutlichtanlage in Betrieb genommen. Am 31. Mai 1997 schließlich wurde nach 78 Jahren mit dem 3:0-Sieg von Sturm gegen Rapid Wien endgültig Abschied von der Gruabn genommen.
Seither trägt der SK Sturm seine Heimspiele im 1997 neu eröffneten Liebenauer Stadion (damals Arnold-Schwarzenegger-Stadion, heute Merkur Arena) aus. Der SK Sturm musste 2005 seine Nutzungsrechte an der Gruabn wegen finanzieller Probleme an die Stadt Graz verkaufen.
Die Gruabn wird nunmehr vorwiegend vom Grazer SC genutzt.

### Initiative für den Erhalt der Gruabn-Holztribüne
Im Herbst 2016 wurde der gemeinnützige Verein von SK-Sturm-Graz-Anhängern gegründet, da die Holztribüne einsturzgefährdet war und vor dem Aus stand. Sie sollte abgerissen werden und daher kämpfte das engagierte Team rund um das Projekt mit Spenden und Hilfe des SK Sturm Graz um den Erhalt der Tribüne. Eine Crowdfunding-Initiative konnte ihr Minimalziel von 50.000 Euro deutlich überschreiten.

### Denkmalschutz
Am 7. Mai 2021 erfolgte eine Begehung durch Vertreter der Stadt Graz, des Bundesdenkmalamts, des Pächters Grazer Sportklub Straßenbahn und der Tribünen-Initiative. Erklärt wurde dabei die unter Denkmalschutzstellung von Sportplatz, Holztribüne und Kantine. Hergestellt werden soll der Urzustand durch Rückbau von Holzlaufsteg für die Presse, Nische für die TV-Kameras und Dachaufbau der Gmeindl-Kantine.

## Galerie

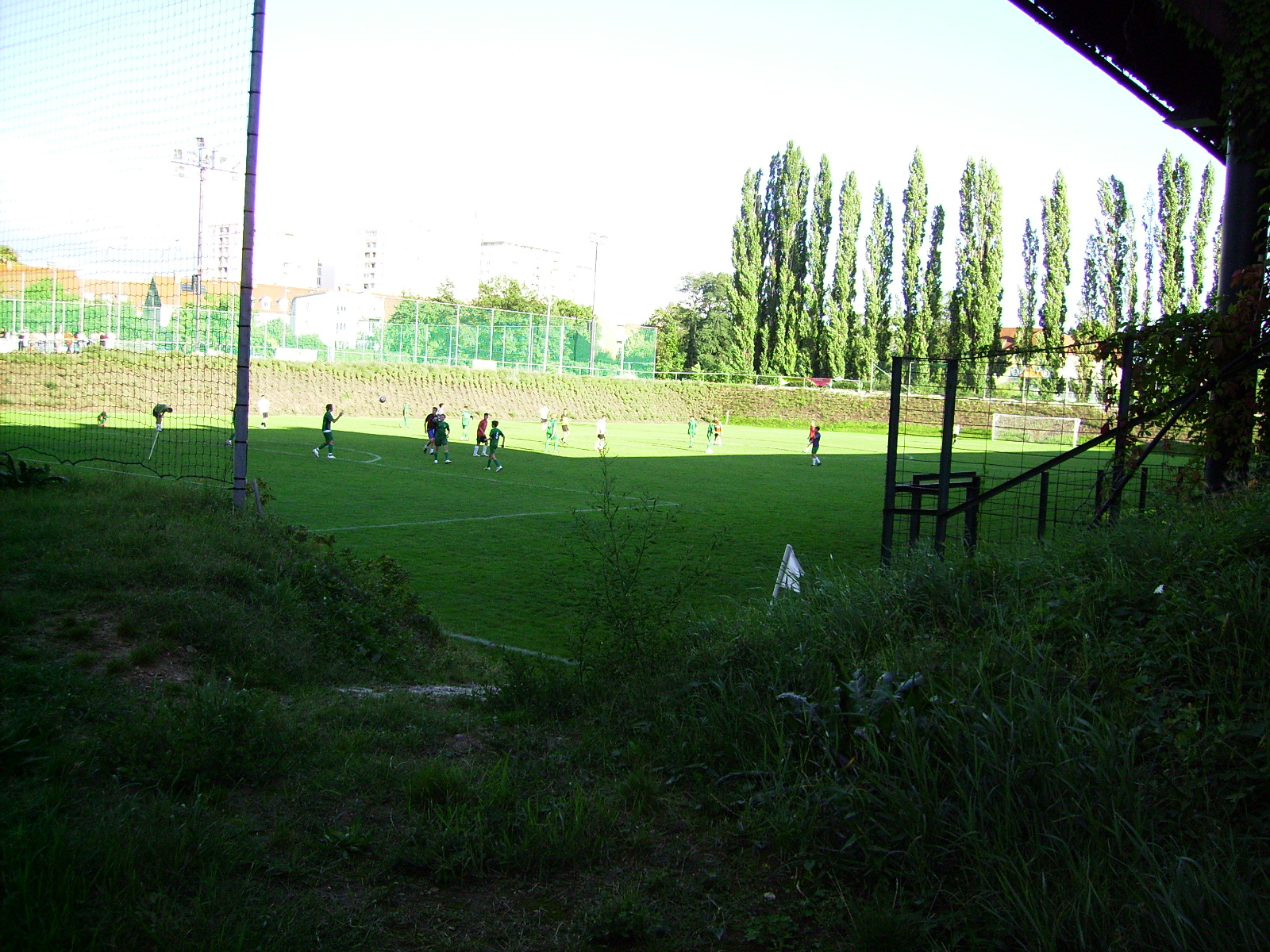
Rückseite
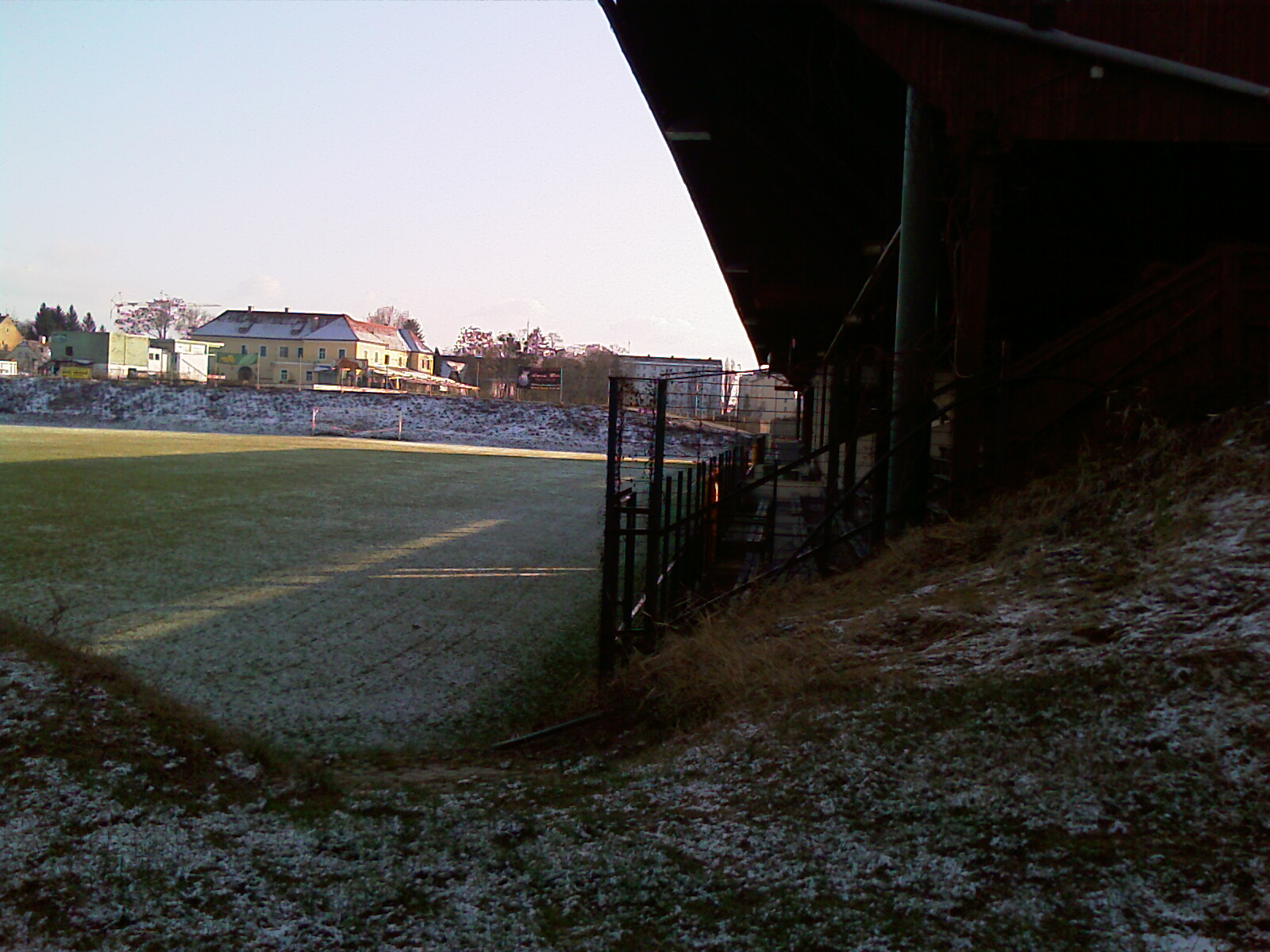
Überdachte Westtribüne
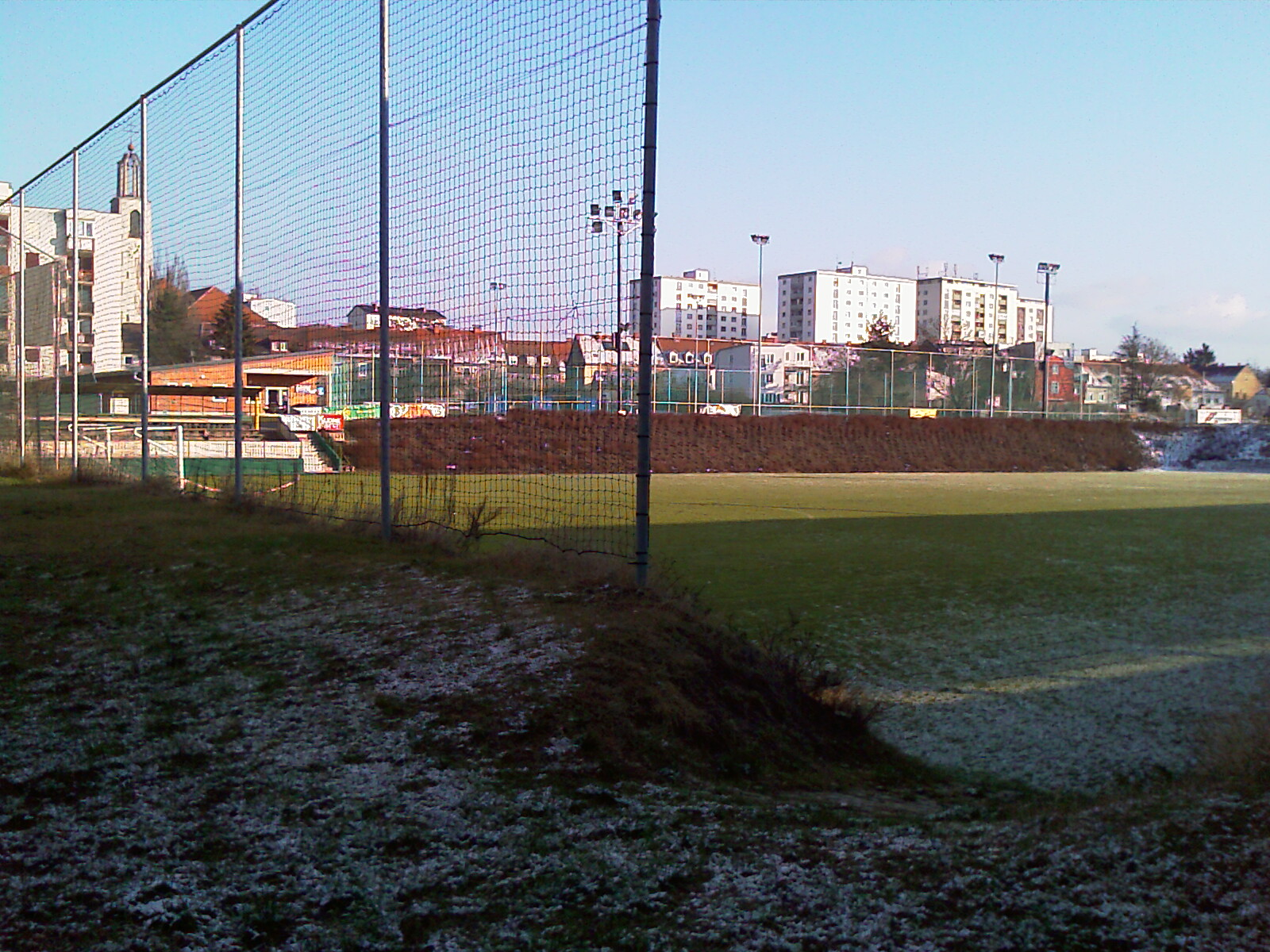
Ehemalige Osttribüne
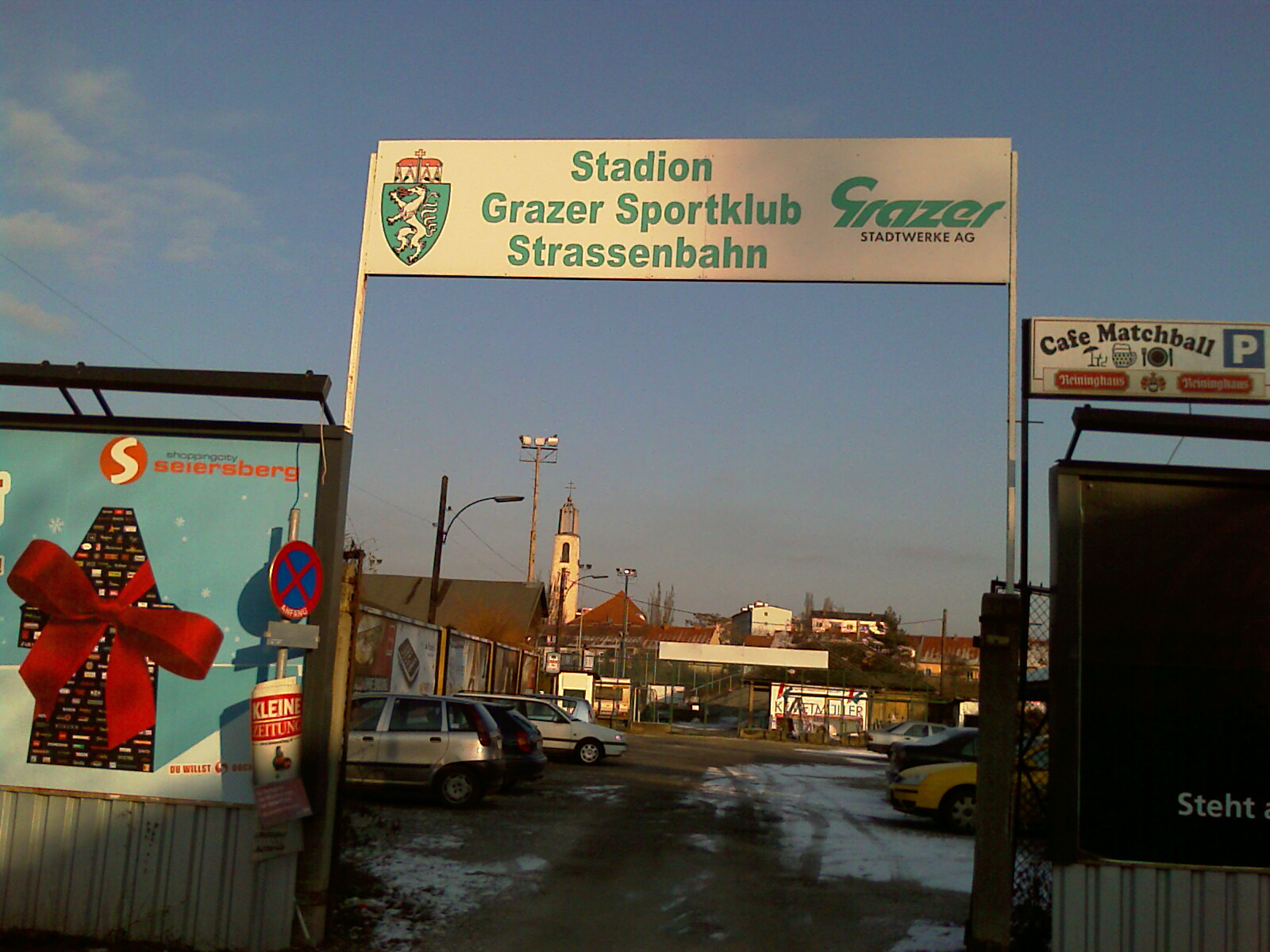
Eingangsportal der Gruabn
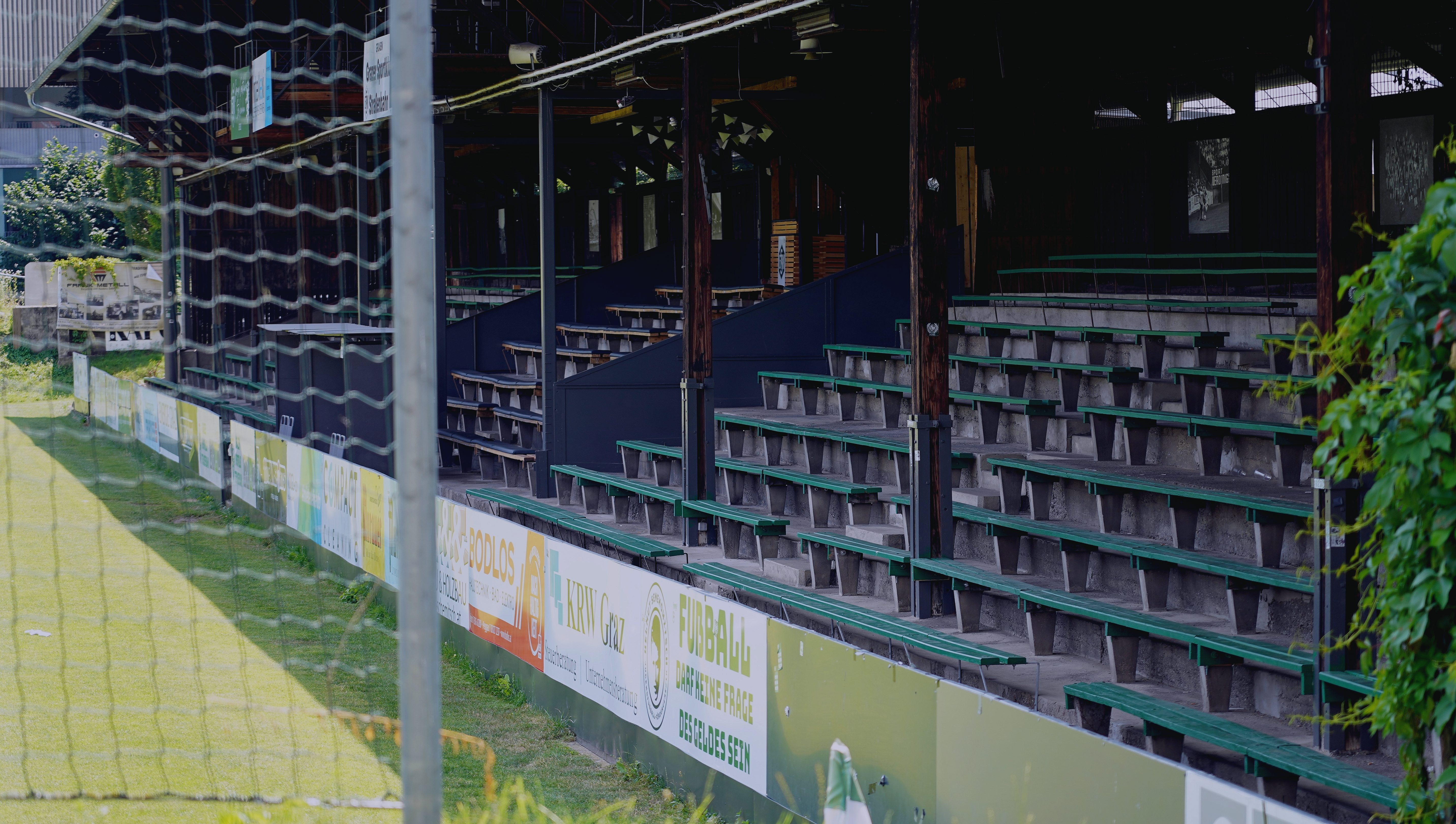
Westtribüne nach der Sanierung 2023
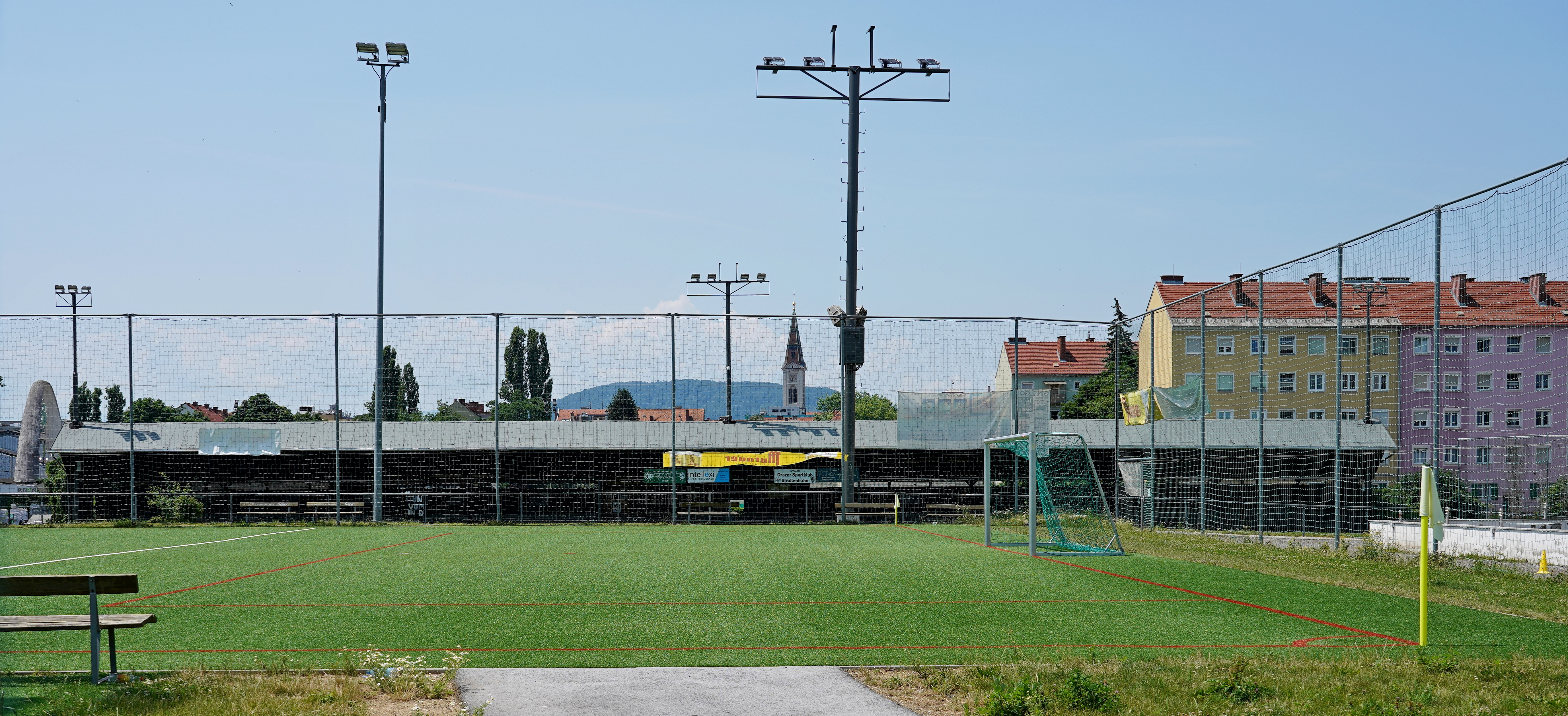
Blick von Osten zur 2023 sanierten Westtribüne
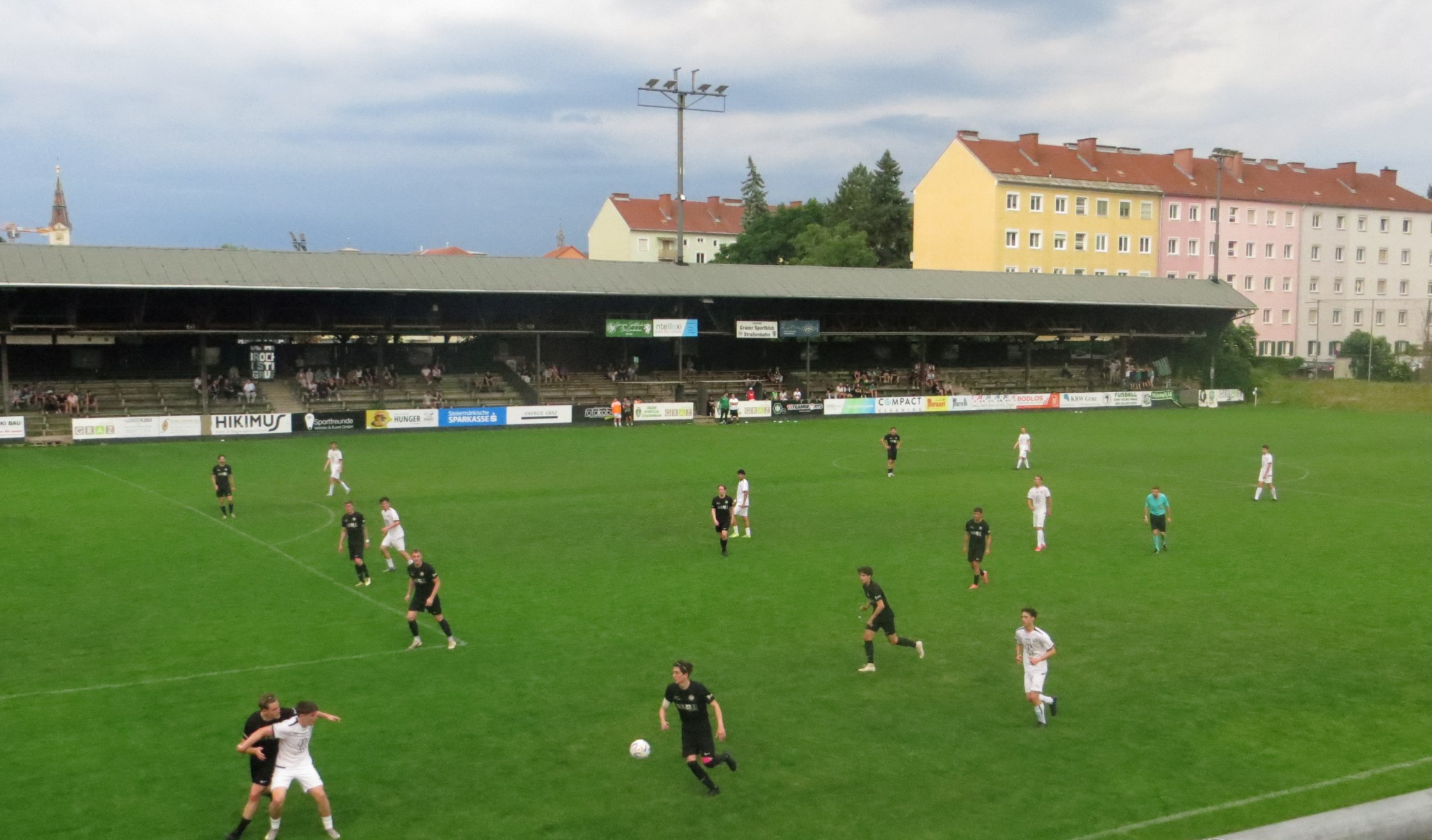
Spiel des GSC gegen ASKÖ Murfeld
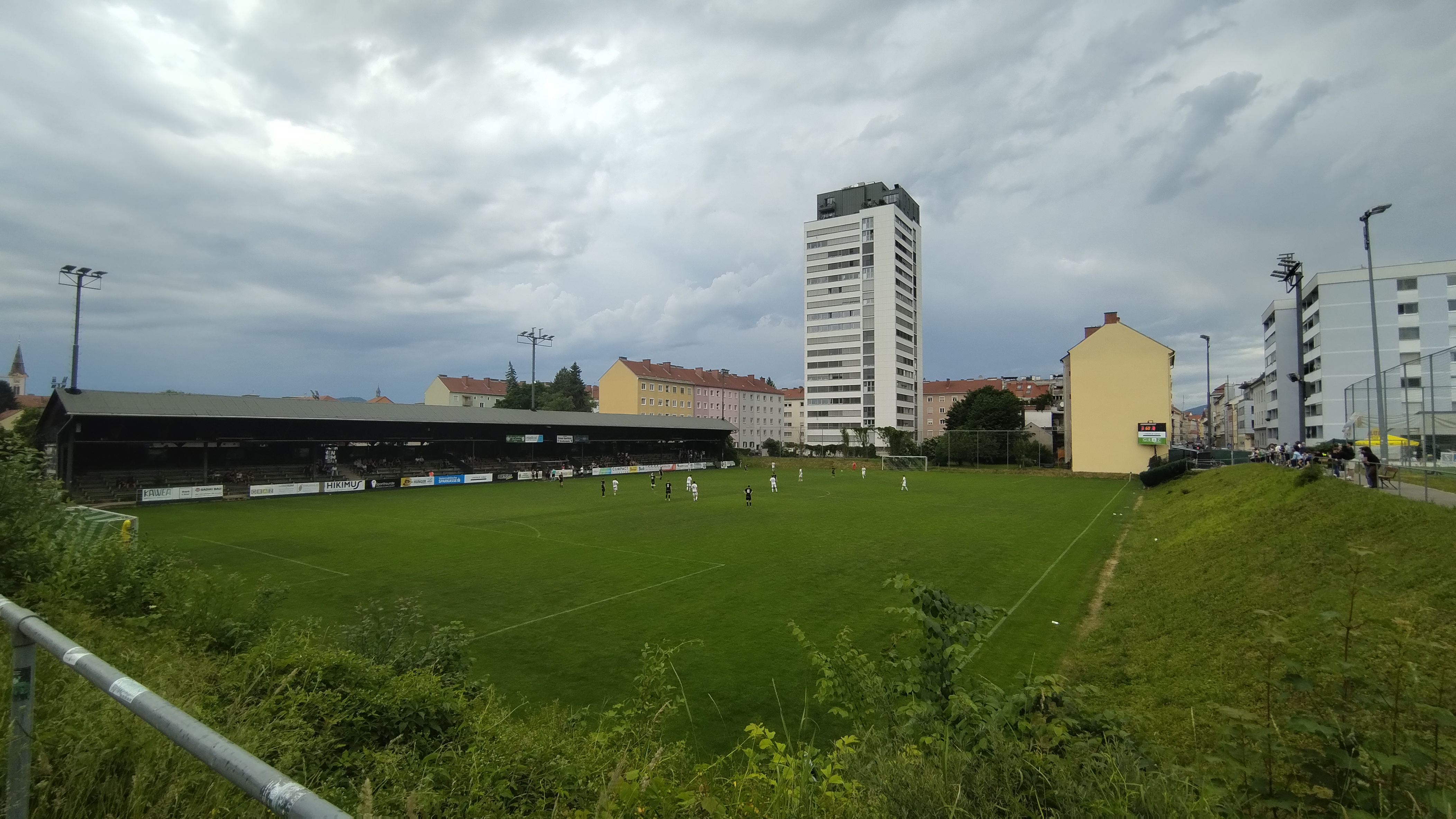
Spiel des GSC gegen ASKÖ Murfeld Komplettansicht